# Shunling (köpinghuvudort i Kina, Hunan Sheng, lat 25,59, long 111,93)
Shunling (kinesiska: 舜陵) är en köpinghuvudort i Kina. Den ligger i provinsen Hunan, i den södra delen av landet, omkring 310 kilometer söder om provinshuvudstaden Changsha. Antalet invånare är 127 115. Befolkningen består av 60 759 kvinnor och 66 356 män. Barn under 15 år utgör 20,0 %, vuxna 15-64 år 70 %, och äldre över 65 år 8,0 %.
Runt Shunling är det tätbefolkat, med 308 invånare per kvadratkilometer. Shunling är det största samhället i trakten. I omgivningarna runt Shunling växer huvudsakligen savannskog.
Genomsnittlig årsnederbörd är 1 966 millimeter. Den regnigaste månaden är april, med i genomsnitt 291 mm nederbörd, och den torraste är oktober, med 41 mm nederbörd.